# Companhia de Engenharia de Tráfego de São Paulo

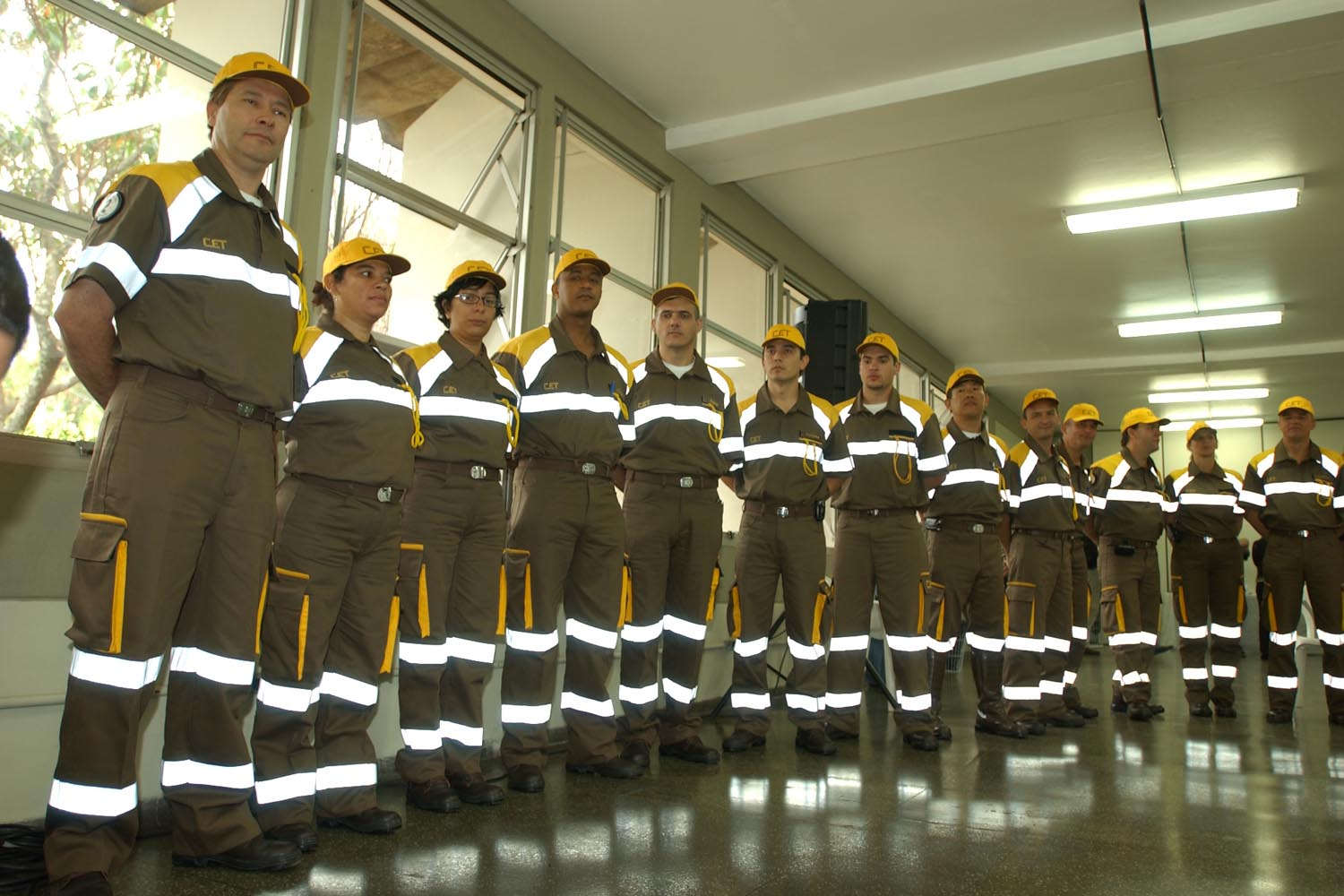
Marronzinhos; agentes de fiscalização da CET-SP.

A Companhia de Engenharia de Tráfego de São Paulo – CETSP, ou simplesmente CET, é uma empresa de economia mista vinculada à Prefeitura de São Paulo, responsável pelo gerenciamento, operação e fiscalização do sistema viário da cidade. Foi criada em 1976 por ideia e sugestão do engenheiro Ion de Freitas ao então prefeito Olavo Egídio Setúbal. Ion de Freitas não foi o primeiro presidente da Companhia, pois havia aceitado lecionar no MIT como professor convidado. O cargo de presidente foi passado então para Roberto Salvador Scaringella. Seus agentes de fiscalização, aproximadamente 2.000, foram apelidados de "marronzinhos" por causa da cor de seus uniformes. Hoje a sigla CET é utilizada em vários municípios do Brasil para designar seus departamentos de trânsito.

## Arrecadação
O valor arrecadado com multas é destinado ao Fundo Municipal de Desenvolvimento de Trânsito, e daí é aplicado em projetos de mobilidade urbana.
| Ano  | Multas (R$ milhão) |
| ---- | ------------------ |
| 2011 | 747                |
| 2012 | 795,8              |
| 2013 | 828,3              |

### Presidentes
- Roberto Scaringella (1976–1982, 1986–1987 e 2005–2008)
- Nelson Ibrahim Maluf El–Hage (1983–1985)
- Ailton Brasiliense Pires (1989–1992)
- Gilberto Lehfeld (1993–1997)
- Francisco Macena (2001–2004)
- Alexandre de Moraes (2009–2010)
- Marcelo Cardinale Branco (2010–2012)
- Jilmar Augustinho Tatto (2013–2016)
- João Octaviano Machado Neto (2017–2018)
- Milton Roberto Persoli (2018–2019)
- Sebastião Ricardo de Carvalho Martins (2019–2019)
- Jair de Souza Dias (2019–2023)
- Hemilton Tsuneyoshi Inouye (2023–2025)
- Milton Roberto Persoli (2025 - presente) [7]